# Атлетски стадион у Краљеву
Атлетски стадион је стадион са више намена у Краљеву, а налази се у саставу Спортског центра Ибар. Изграђен је 1972. године, и капацитета је 1000 гледалаца, реконструисан 2021.године.Стадион поседује једну трибину.
Атлетска стаза је, пре реконтрукције, била  у лошем стању. За реконструкцију стадиона је било потребно око 100 милиона динара.
Терен је користило повремено 13 спортских организација, а користило се и за разне друге манифестације. Један од клубова које је користило стадион је клуб америчког фудбала Ројал краунси.
У јесен 2018. започета је реконструкција стадиона, а планирани завршетак радова био је пре почетка првенства Балкана у атлетици за јуниоре и јуниорке у јулу наредне године.
Отварање новог атлетског стадиона је било предвиђено за 5. јун 2021. године када се у два дана одржало Првенство Србије у атлетици за сениоре.
Дана 14. августа 2021. године у организацији Атлетског клуба Краљево организовано је Првенство Балкана за млађе јуниоре, на којем је оборен и светски рекорд у бацању копља - 70,10 цм а оборила га је Адриана Вилагош.
Атлетски стадион у Краљеву је спортски комплекс који се састоји из атлетске стазе и подтрибинског дела. Испод трибина налазе се просторије рађене по најбољим светским стандардима а поред атлетике намењен је и за тренирање куглања. У фебруару 2022. године отворена је куглана "Љубинко Кочовић", названа по недавно преминулој краљевачкој легенди овог спорта.
Дана 17. маја 2022. године одржано је Државно школско првенство у атлетици, на којем је Ангелина Топић оборила јуниорски национални  рекорд у скоку увис - 1,93м, иначе стар 35 година, претходно у власништву Тамаре Малешев.
Атлетски клуб Краљево је 22. и 23. јула био организатор Балканског првенства за сениоре/ке где је наступило преко 650 спортиста из 20 земаља Европе. Било је то уједно и највеће такмичење у историји Краљева, а највеће у Централној Србији у 21. веку.